# Heintz Tamás
Heintz Tamás (Budapest, 1959. február 6. –) magyar orvos, politikus, országgyűlési képviselő.

## Életrajza
Semmelweis Orvostudományi Egyetem Általános Orvosi Karán doktorált 1986-ban. Az Országos Baleseti Intézetében dolgozott 1977-78-ban, majd a Kaposi Mór Megyei Kórház, Kaposváron, utána a 16. sz. felnőtt háziorvosi rendelőjének munkatársa. 1991-2002 között a kaposfüredi Életút alapítvány kuratóriumának elnöke. 2001-től a Somogy Megyei ANTSZ természetgyógyász szak-főorvosa. 1985-2002 között a kaposfüredi részönkormányzat tagja. 2002-től Kaposvár Megyei Jogú Város Önkormányzatának Fidesz–MPSZ, KDNP, MKDSZ által jelölt és megválasztott képviselője, a Kaposfüredi részönkormányzat tanácsnoka, a Népjóléti és a Sportbizottság tagja. 2005-2006 között Kaposvár alpolgármestere.
2006 őszétől Kaposvár Megyei Jogú Városönkormányzatának képviselője.
A 2006-os országgyűlési választáson a Somogy megyei területi listán szerzett mandátumot. 2006. május 30-tól az egészségügyi bizottság tagja.

## Külső hivatkozások
- Heintz Tamás honlapja